# Статический сайт
Стати́ческий сайт — сайт, состоящий из полностью готовых отдельных html-страниц (htm, dhtml, xhtml), а также файлов, содержащих CSS-стили и JavaScript-код, размещённых на веб-сервере. Статический сайт содержит в себе (в виде html-размеченных) текст, изображения, мультимедиа содержимое (аудио, видео) и html-теги. Теги бывают как служебные, предназначенные для обозревателя, так и предназначенные для размещения, формирования внешнего вида и отображения информации. Данные файлы размещены на веб-сервере и по запросу со стороны клиента сервер отдаёт готовые файлы, т. е. не требуются выполнение задач серверной логики, обращение к базе данных и сборка страниц из шаблонов и полученных данных. Все изменения на сайт вносятся в исходный код документов (страниц) сайта, для чего необходимо иметь доступ к файлам на веб-сервере.
Основным отличием от динамического сайта становится момент генерации страницы, которая происходит непосредственно после получения запроса от пользователя и обработки его работающей на серверной стороне программой.

## Достоинства и недостатки

### Достоинства
- Для создания страницы не обязательно знать языки веб-программирования.
- Хорошая кэшируемость страницы.
- Быстрая скорость загрузки страниц.
- Минимальные требования к веб-серверу и минимальная нагрузка на него.
- Простота переноса на другой сервер или локальный компьютер.
- Возможность прямого просмотра файла в браузере, без использования промежуточного ПО (веб-сервера, CGI)[4].

### Недостатки
- Невозможность динамической генерации содержимого.
- Невозможность полноценной поддержки посетителей (выбор внешнего вида, cookie).
- Для наполнения сайта информацией необходимо получать доступ к файлам-страницам посредством FTP, или сторонним веб-скриптам, позволяющим редактировать страницы.
- При большом количестве страниц (файлов), если возникает необходимость внести однотипные изменения (дизайн, оформление, добавление новых разделов) необходимо использовать стороннее ПО (утилиты).

## Современное использование
- Сайт-визитка — содержит самые общие данные о владельце сайта (организация или индивидуальный предприниматель). Вид деятельности, история, прайс-лист, контактные данные, реквизиты, схема проезда. Специалисты размещают своё резюме. То есть подробная визитная карточка[5].
- Каталог продукции — в каталоге присутствует подробное описание товаров/услуг, сертификаты, технические и потребительские данные, отзывы экспертов и т. д. На таких сайтах размещается информация о товарах/услугах, которую невозможно поместить в прайс-лист, так как сайт должен обновлять данные каталога магазина. Однако с различными API для связывания с серверными приложениями (например, кнопкой корзины и оплаты для товаров, и т. д.) такое возможно.
- Домашние страницы пользователей.

Также статические страницы часто используются как шаблоны динамических сайтов.